# Kinich Kakmó
Kinich Kakmó, (también se escribe Kinich-Kak-Moo) fue un dios del panteón maya. Hay también un importante yacimiento arqueológico dedicado a Kinich Kakmó que se encuentra en la ciudad de Izamal, Yucatán, México, a 66.5 kilómetros al este de Mérida y a unos 60 kilómetros al noroeste de Chichén Itzá. 

## Panteón maya
En el panteón de la civilización maya, esta deidad se refiere a un aspecto del dios solar. El nombre se descompone en maya de la siguiente forma: K'iin, que significa sol; ich, que quiere decir cara u ojos; k'áak', fuego; moo, guacamaya. Esto es, guacamaya de fuego con rostro u ojos de sol. En el Códice Dresde aparece Kinich Kakmó con cabeza de guacamaya y cuerpo humano portando una antorcha encendida en cada mano, lo cual es una forma de validar la interpretación del nombre hecha por mayistas connotados como Alfredo Barrera Vásquez. En el códice citado se interpreta que la antorcha es símbolo de sequía o de calor abrasador.
En los monumentos mayas de Yucatán, Kinich Kakmó se representa con la figura de una guacamaya y con el glifo correspondiente al sol precediendo a la figura. Se interpreta que los mayas creían que el dios Kinich bajaba en el ardor del sol del mediodía, para quemar y por tanto purificar los sacrificios o las ofrendas llevadas al panteón maya, usando para ello la forma de una guacamaya.
En tiempos pandémicos o durante la epidemias de peste, el pueblo acudía con ofrendas para Kinich Kakmó porque pensaba que el sol regía sobre la salud. Kinich Kakmó fue visto como una manifestación de Kinich Ahau, el dios sol. También se le vinculó a Zamná o Itzamná y fue con este nombre que fue idolatrado en Izamal, en donde los mayas erigieron una pirámide hoy vinculada a su nombre.

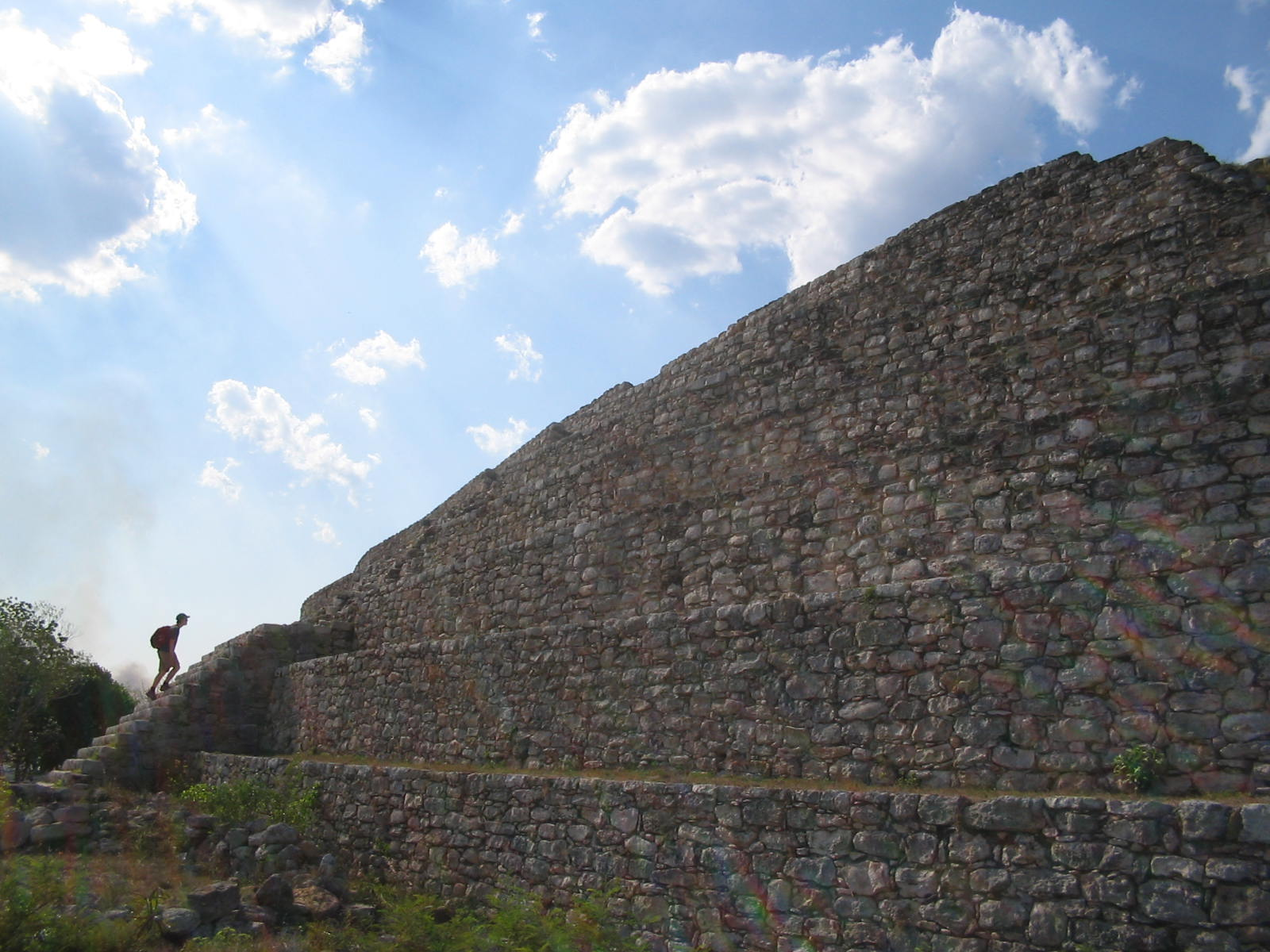
Pirámide de Kinich Kakmó, en Izamal, Yucatán.

## Pirámide de Kinich Kakmó en Izamal
La pirámide de Kinich Kakmó ubicada al norte de la plaza principal de la ciudad de Izamal es una de las más grandes que hay en México, con un volumen de 700 000 m³. Por esta dimensión y por el conjunto arquitectónico que acompaña a esta pirámide, el arqueólogo Charles E. Lincoln supone que Izamal fue asiento de una de las entidades de mayor importancia, demográfica, política y económicamente de Yucatán.
Dentro de la ciudad colonial de Izamal hay otros monumentos mayas de importancia, algunos de los cuales están en proceso de ser excavados y expuestos por parte del Instituto Nacional de Antropología e Historia de México. A esta ciudad cuyo origen maya se remonta probablemente al siglo VI d. C. en el periodo clásico mesoamericano, se le ha llamado la Ciudad de los Cerros haciendo referencia a los 5 montículos ostensiblemente visibles que contienen monumentos precolombinos.

## Galeria

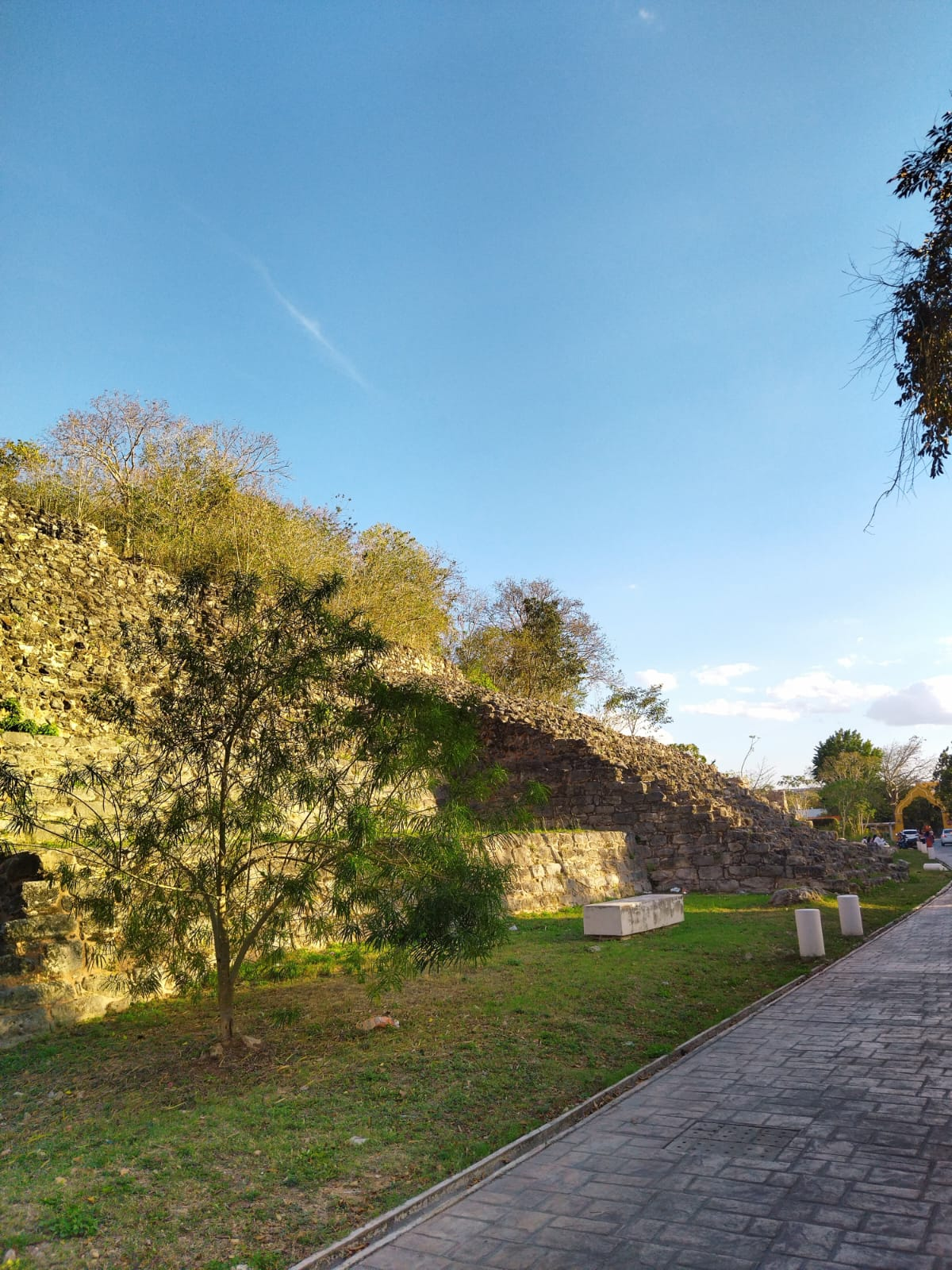
Escalinata lateral del sitio Arqueológico Kinich Kak Moo

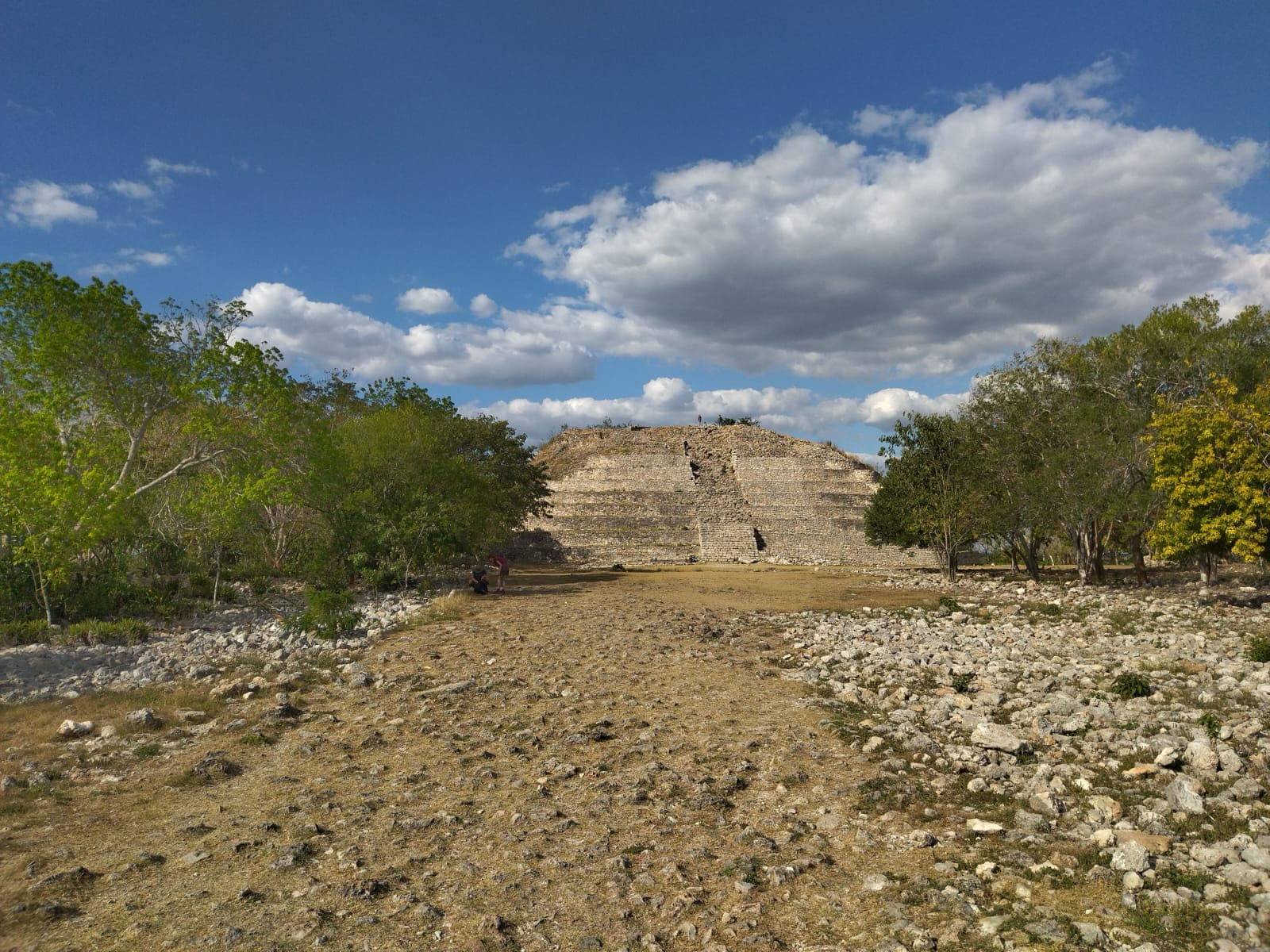
Frente del Sitio Arqueológico de Kinich Kak Moo

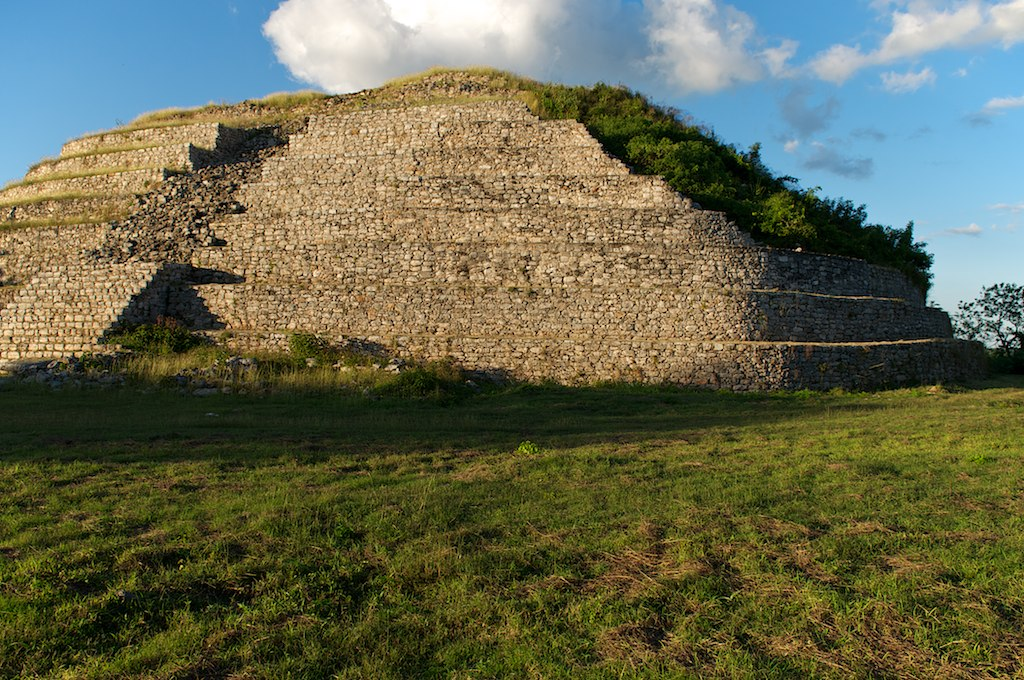
Cuerpo superior de la pirámide de Kinich Kakmó.

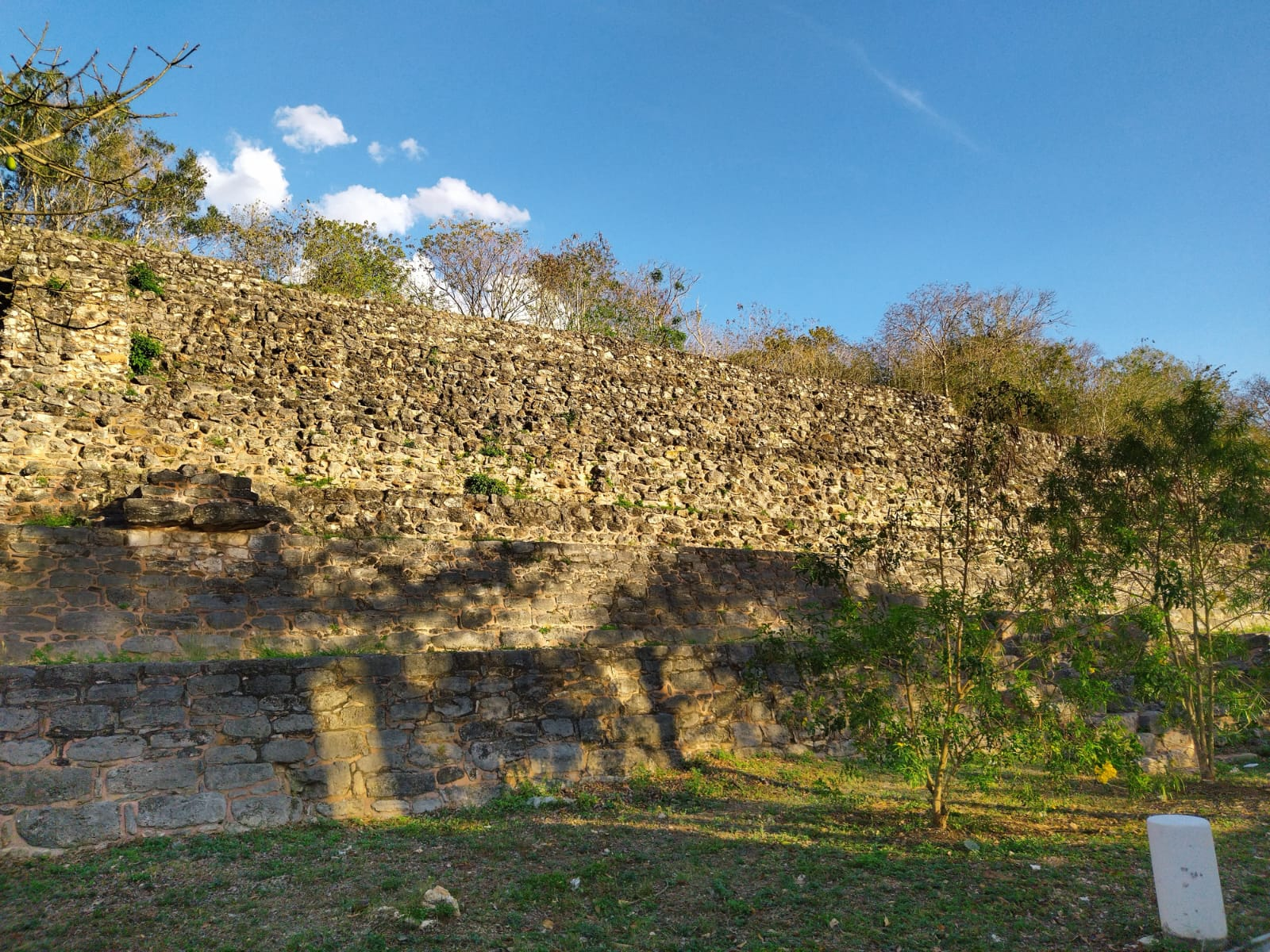
Laterales del sitio Arqueológico Kinich Kak Moo